# Верхня Солона
Верхня Солона — річка в Україні, у Гуляйпільському, Новомиколоївському й Оріхівському районах Запорізької області. Права притока Верхньої Терси (басейн Дніпра).
Історична назва — Солона.

## Опис
Довжина річки 9,2 км, похил річки — 2,5 м/км. Площа басейну 71,4 км².

## Розташування
Бере початок на південному заході від села Воздвижівка. Тече переважно на північний захід через Данилівку і впадає у річку Верхню Терсу, ліву притоку Вовчої.
Притоки: Вовкова (ліва).